# Hydrophorus koznakovi
Hydrophorus koznakovi är en tvåvingeart som beskrevs av Becker 1907. Hydrophorus koznakovi ingår i släktet Hydrophorus och familjen styltflugor. Inga underarter finns listade i Catalogue of Life.